# Pheia plebecula
Pheia plebecula là một loài bướm đêm thuộc phân họ Arctiinae, họ Erebidae.